# Maladera mekong
Maladera mekong är en skalbaggsart som beskrevs av Miyake och Yamaguchi 1998. Maladera mekong ingår i släktet Maladera och familjen Melolonthidae. Inga underarter finns listade i Catalogue of Life.